# Gew88
Gew88(独:Gewehr 88、Gewehr 1888)は、1888年にドイツ帝国で開発されたボルトアクション式小銃である。
Gew98とKar98kの直系の先祖で、ドイツ軍の小銃としては珍しく、モーゼルが直接関与せず、ドイツ小銃試験委員会（G.P.K）が開発し、ほとんどがドイツ帝国造兵廠で作られた。そのため、一般に“委員会小銃”(コミッションスゲヴェーア、Kommissionsgewehr)とも呼ばれる。
Kar88(Karabiner 1888)と呼ばれる騎兵銃型もあった。

## 概要
19世紀後半にフランスの化学者、ポール・ヴィエイユによって実用化された無煙火薬の発明は、直ちに黒色火薬を使用する大口径の小銃を全て時代遅れの存在とした。
それまでドイツ帝国では口径11mmの、黒色火薬を使用する、単発式のモーゼルM1871(1871年制式化)を採用しており、1884年にはモーゼルM1871を管状弾倉連発式に改良したモーゼルM1871/84を採用(生産は1886年から)したばかりだった。しかしフランスでは1886年に、世界初の無煙火薬を用いた、管状弾倉連発式小銃である、ルベルM1886を開発、採用し、M71/84はわずか2年で旧式化してしまった。遅れを取ったドイツはフランスに歩調を合わせるために、「ドイツ小銃試験委員会」(Gewehrprüfungskommission、G.P.K.)を組織し、その設計による、無煙火薬と、フランスの8 mm×50レベル弾に範を取った7.92 mm×57I弾(Iは歩兵の意味。円頭弾。88年式実包、M/88)を使用する新型小銃の開発に着手した。
しばしば本銃はモーゼル小銃と誤解されるが、gew88の前後に開発された小銃と異なり、この小銃の開発はドイツ小銃試験委員会によって行われ、その開発と生産にパウル・モーゼルあるいはモーゼル社は一切関わっておらず、モーゼル社は、ドイツの主要な兵器生産企業の内で、Gew88を生産しなかった数少ない内の一つだった。
総計で1,675,000～1,801,000挺が生産された。この数字には騎兵銃型のKar88とその派生型であるGew91も含まれるが、ほとんどは歩兵銃型のGew88とその改良型で占められた。1898年には後継であるGew98(Gewehr98)がドイツ帝国の制式小銃として採用され、改良された後期型の、Gewehr 88/05と、Gewehr 88/14は、第一次世界大戦終了まで使用され続けた。
なお、Gew88は専用の銃剣を持たず、モーゼルM1871/84の銃剣が流用された。

## ドイツ小銃試験委員会
Gew88は、一人による設計ではなく、シュパンダウのドイツ小銃試験委員会によって、各国の既存の小銃の構造要素をまとめる形で設計された。

## 設計

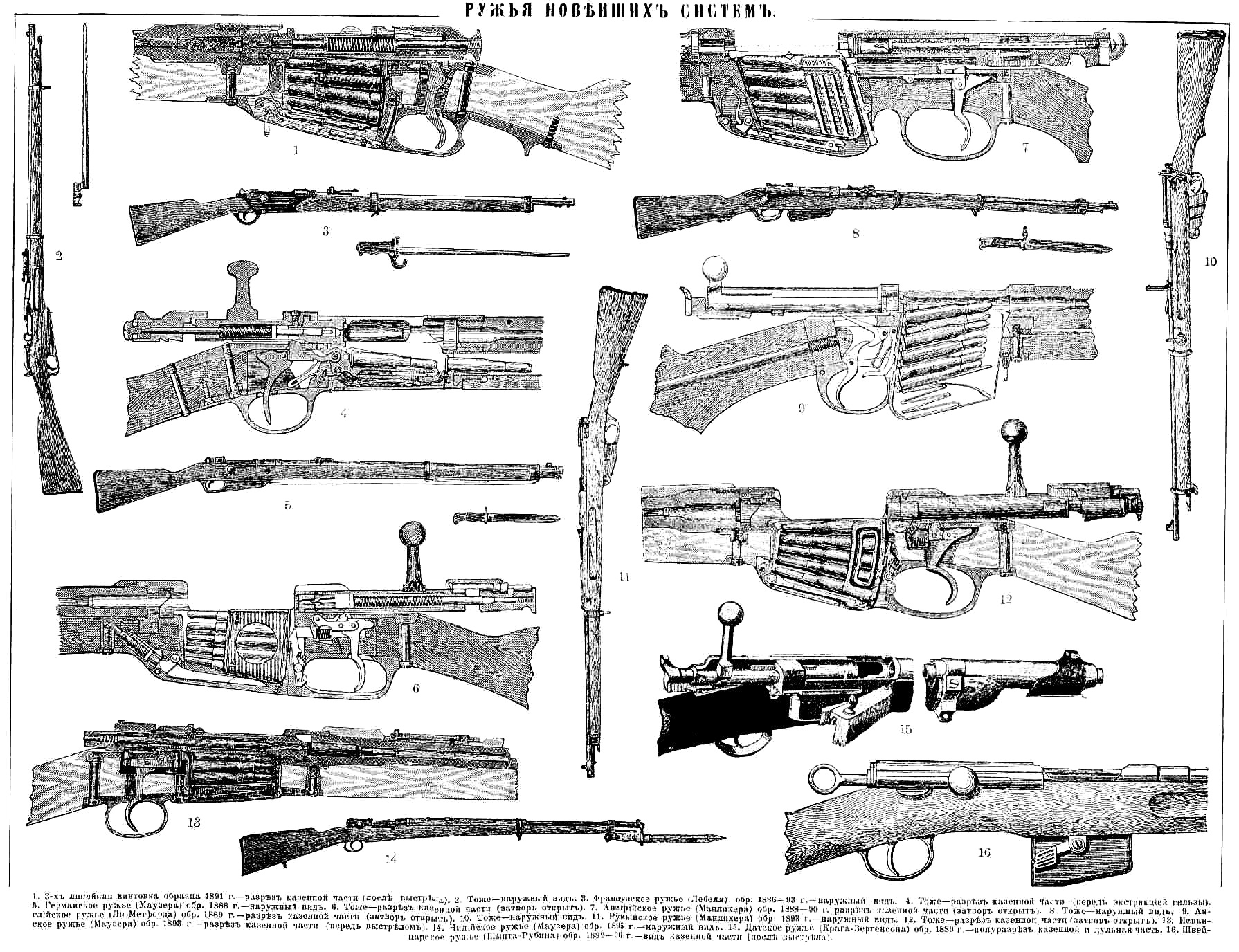
各国の軍用小銃の外観図と機関部構造図。5と6がGew88である

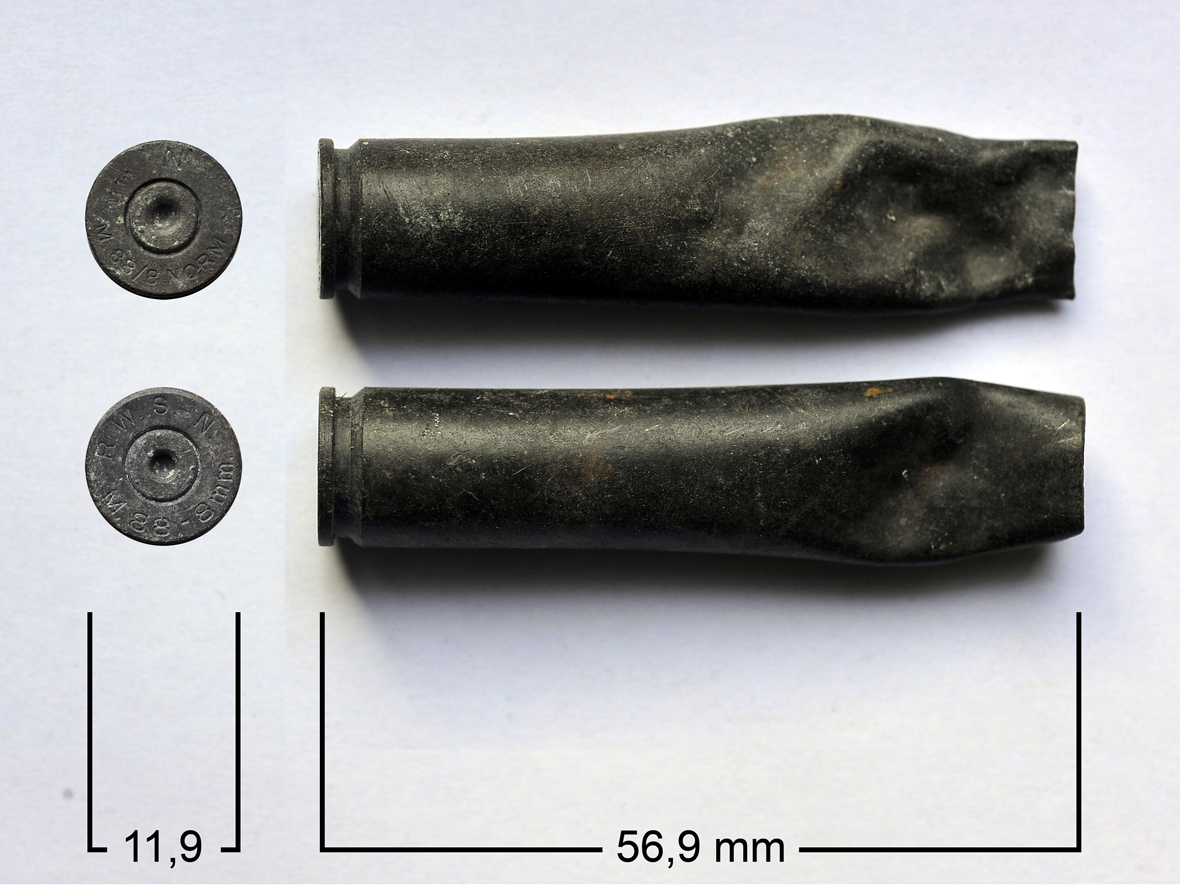
ナミビアで発見されたGew88用の薬莢。かつてドイツ植民地防衛隊が用いたもの。

### ボルトと銃身
Gew88の閉鎖機構（ボルト）は、ルイス・シュレーゲルミルヒ（Louis Schlegelmilch）によって、パウル・モーゼルの設計からインスピレーションを受けて、設計された。
Gew88のボルトアクション設計は、いくつかのモーゼルの特徴を持つマンリッヘルの改良型とされているが、それをモーゼルと呼ぶのは不正確である。
Gew88の銃身とライフリングは、弾薬同様に、フランスのルベルM1886小銃の模倣であった。
Gew88の銃身には薄い鋼板製のバレルジャケット（銃身被筒）が取り付けられていた。
バレルジャケットは、アルマント・ミーク（Armand Mieg、銃や弾薬の改良を行った、当時有名なドイツの設計者）の、設計の模倣であった。
これは銃身が直接、銃床に接触するのを防ぐ事で命中精度を出す事を意図した物だが、隙間に水が溜まり、錆の発生の原因となった。またバレルジャケットの取り付けが甘く、射撃精度に悪影響を及ぼした。
Kar88はバレルジャケットを省略して、市販のスポーツ用ライフルの物に似た、異なったボルトハンドルを利用していた。

### レシーバーとマガジン
Gew88は、時々「モーゼルM88」と呼ばれるが、それは正しくはなく、本銃の本質はマンリッヘル小銃の設計に基づいていた。
エンブロック式装填機構は、フェルディナント・マンリッヒャーの、設計の模倣であった。
ドイツはシュタイヤー＝マンリッヒャー社からの特許侵害のクレームを解決するために、Gew88の製造メーカーの1つになるようにオーストリアの会社と契約した。

## 欠陥と改良
エンブロック式装填機構は設計上の欠点だと証明されたが、今日でもそれを保有しているGew88に出会うことは珍しい事ではない。
それらのGew88のいくらかが、Gew98で使われていたストリッパー・クリップが使用できるように、機関部の左側に親指が嵌るスロットを削ることと、機関部の先端にクリップ用ガイド溝を加えることによって、改良された。この改装が施されたGew88小銃の底のクリップ排出口は薄い鋼板の板(ダストカバー)で覆われている。
後に設計された多くの小銃と異なって、Gew88のボルトヘッドはボルト本体から取り外すことができた。この部品は分解整備の間に頻繁に紛失した。さらにボルトに付いているエジェクターとエキストラクターの両方が、分解と再組み立ての間、注意しないと脱落する傾向があった。
また、ライフリングに発射の際に出る金属カス(主に鉛)がつきやすいのが欠点であったため、ライフリングをわずかに深くする改良により解決したとされる。

## 派生型

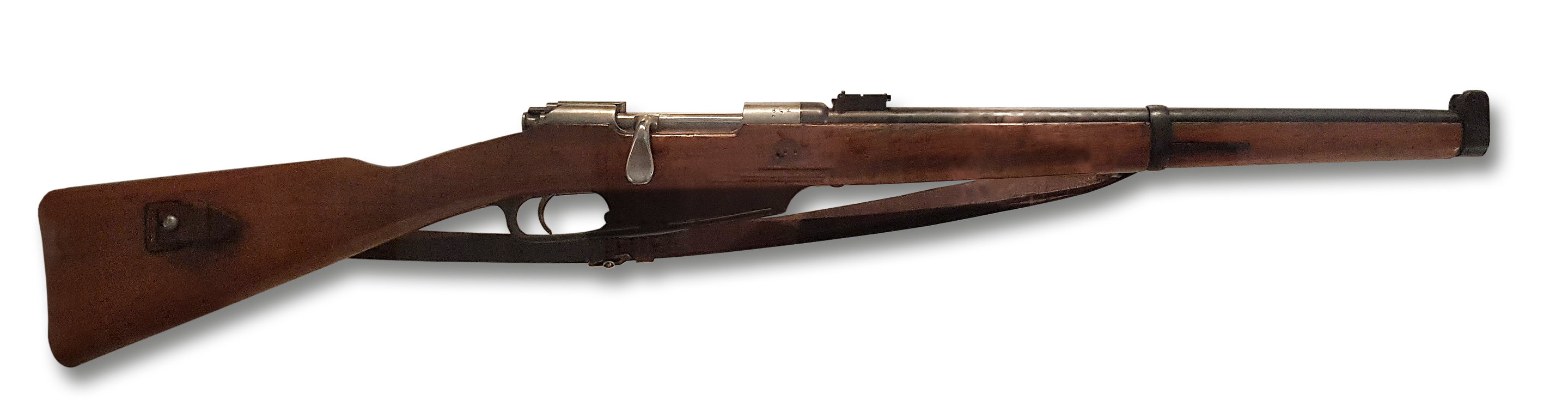
Kar88

- Kar88 - Gew88の騎兵銃型。歩兵銃型と比較して、銃身が短い。射程が短いのでリアサイトの目盛りが、歩兵銃型の最大1800mに対し1200mまで。背負った際に当たっても痛くないよう、ボルト･ハンドルがいわゆるスプーン型/バターナイフ型に曲げられている。スリングが銃床（ストック）側面を貫いて付く。Kar88は、馬に取り付けて銃を保持する革製スキャバードでの保持が前提となっており、完全に乗馬兵科専用の設計だった。騎兵用の革製スキャバードに収納する際、フックが引っ掛かってしまう問題があるため、叉銃用のスタッキング･フックが取り付けられていなかった。
- Gew91 - 全長約96cmと騎兵銃サイズ（リアサイトの目盛りも最大1200mまで）だが、補助兵科用装備のため、「Kar」ではなく「Gew」となっている。銃口部付近に叉銃用のスタッキング･フックが増設されている。

Gew91は後継のKar98aの配備数が揃うまで、砲兵･輜重兵･鉄道部隊･気球観測員などの様々な兵科で使用された。WWIでも引き続き使用されている。Gew91の生産数は65,000挺程度である。
- Gew88/05 - 後継であるGew98と同じ装弾クリップが使えるように改良されたもの。また、使用弾薬も弾頭が尖頭弾となった7.92×57mm Mauser S Patroneに変更され、これに対応するように薬室周りが改修されている。
- Gew88 S / Kar88 S - 既存のGew88 / Kar88を7.92×57mm Mauser S Patroneに対応するように薬室周りを改造したもの。
- Gew88/14 - 既存のGew88 Sを-/05規格に改修したもの。

- 漢陽88式歩槍 - 清国においてライセンス生産されたGew88。中華民国においても生産と運用が継続されている。

## 運用史
ドイツ帝国軍が採用し使用したほか、ボーア戦争、第一次世界大戦でも使用された。
第二次世界大戦末期には、兵器不足から兵器庫に保管されていたGew88が国民突撃隊に支給された。

## 使用国
- ドイツ帝国
- オスマン帝国
- オーストリア＝ハンガリー帝国
- 大清帝国
- 中華民国
- チェコスロバキア
- ユーゴスラビア
- ペルー
- ブラジル
- アイルランド
- 南アフリカ共和国
- エチオピア帝国

## 登場作品

### 漫画・アニメ
『進撃の巨人』
マーレ軍で使用されている小銃として登場。作中に挿入される設定解説（「現在公開可能な情報」）では「マーレ軍正式採用ライフル」として紹介されている。